# Rick Knox
Rick Knox (nascido em 1970) é um árbitro de luta profissional americano atualmente contratado pela All Elite Wrestling (AEW). Ele iniciou sua carreira no circuito independente, especialmente com a Pro Wrestling Guerrilla (PWG), e também atuou para a National Wrestling Alliance (NWA).

## Carreira
Knox iniciou sua carreira no circuito independente, destacando-se na PWG, e também atuou como árbitro no evento inaugural All In, que levou à criação da AEW. Ele fez sua estreia na AEW durante o primeiro pay-per-view da empresa, Double or Nothing, em 25 de maio de 2019.
Em 20 de setembro de 2023, no evento AEW Grand Slam, Knox foi o árbitro de uma luta pelo Campeonato Internacional da AEW entre Jon Moxley e Rey Fénix. Durante a luta, Moxley sofreu uma concussão e, em vez de contar até três e encerrar a luta, Knox permitiu que Fenix realizasse um segundo piledriver em Moxley antes de finalizar o combate.

## Títulos e Conquistas
- DDT Pro-Wrestling
  - Campeonato Ironman Heavymetalweight (1 vez)